# Lord Huron
Lord Huron är ett amerikanskt rockband från Los Angeles.
Bandet startade som ett soloprojekt av Ben Schneider. Efter att han haft framgångar med ett par EP 2010, blev det stor efterfrågan av konserter vilket gjorde att soloprojektet blev ett band. Namnet kommer från sjön Lake Huron i norra USA, där Ben Schneider spenderade somrarna som barn.
Bandet debuterade med albumet Lonesome Dreams i 2012, och har därefter släppt albumen Strange Trails (2015) och Vide Noir (2018). Bandets fjärde album, Long Lost släpptes i maj 2021. Ben Schneider och Lord Huron har också gjort musiken till filmen The Starling Girl som släpptes 2023.
Lord Huron blandar rock, pop, country och folkrock, och har på så vis etablerat sig som ett av världens mest populära band. Bara låten "The Night We Met" har 2 miljarder streamingar, och bandet har 29 miljoner lyssnare varje månad på Spotify (2024).

## Diskografi
- Lonesome Dreams (2012)
- Strange Trails (2015)
- Vide Noir (2018)
- Long Lost (2021)

## Medlemmar
- Ben Schneider (gitarr, sång)
- Mark Barry (trummor)
- Miguel Briseño (bas, keyboard)
- Tom Renaud (gitarr)